# 齊靈公
齊靈公（？—前554年），全谥为齐桓武灵公，姜姓，名環，在位期間有名相晏弱、晏嬰父子相繼輔政。母親為聲孟子.

## 在位
齐顷公卒后，其子姜环即位，是为齐灵公，用晏弱为相。早期尊晋國为霸主，並攻灭胶东半岛的莱夷，让齐国面积扩大。灵公十年春天，晋国率领诸侯伐彭城，齐国不参加，晋国于是伐齐。是年二月，齐灵公使公子姜光至晋国为人质。靈公二十六年（前556年）晏弱病死，晏嬰繼任為上大夫。晏嬰屢進忠言，卻很少被齊靈公採納。齐灵公二十七年（前555年），齐国多次攻打鲁国，鲁国向晋国求救，晋荀偃率领十二国联军进攻齐国平阴。齐军战败，灵公跑进临淄城，次年病逝。早期齊靈公寵幸戎姬，於是廢掉公子光，另立戎姬抚养的公子牙為太子，公子光被流放至外地。靈公病危之際，齐国大夫崔杼借机迎故太子姜光为齐国国君，是为齐庄公。

## 家庭

### 妻妾
- 颜懿姬，魯國之女，无子
- 鬷聲姬，颜懿姬的侄女，生下齐庄公，立為太子。
- 仲姬，仲姬生公子牙。後因妹妹戎子得寵之故，立其子為太子，反對齊靈公無故廢太子
- 戎姬，姊姊仲姬的陪嫁媵侍，得到齊靈公寵愛。戎姬作為撫養仲姬之子公子牙的後母。
- 穆孟姬，齊景公母

### 子女
- 子：齐庄公、靈公二十八年（前554年），靈公病重，崔杼迎太子光為君，是為莊公。公子光個性好色，與遠房親戚崔杼之妻有染。
- 子：公子牙，齐庄公即位時，在句瀆丘(地名)被殺。
- 子：齐景公，個性好色，喜看女扮男裝，有晏嬰所諫止。但行為奢侈，喜歡裝修宮室，加重人民稅賦，種下田成子取齊的遠因。